# Puntera
Puntera (en italien : Pontiera) est une localité de Croatie située en Istrie, dans la municipalité de Barban, dans le comitat d'Istrie. En 2001, la localité comptait 134 habitants.

## Démographie
| 1948 | 1953 | 1961 | 1971 | 1981 | 1991 | 2001 |
| ---- | ---- | ---- | ---- | ---- | ---- | ---- |
| 218  | 229  | 224  | 195  | 169  | 158  | 134  |